# لواء أحرار سوريا
لواء أحرار سوريا هي جماعة من المقاتلين الذين ينشطون خلال الحرب الأهلية السورية. وقعت الجماعة على إعلان يتضمن رفضها سلطة الائتلاف الوطني لقوى الثورة والمعارضة السورية واقترحت إقامة دولة إسلامية، على الرغم من أن زعيمها تبرأ من الإعلان واعترف بالائتلاف الوطني.